# خاچیک آبراهامیان
خاچیک آزاتی آبراهامیان (ارمنی: Խաչիկ Ազատի Աբրահամյան; انگلیسی: Khachik Abrahamyan؛ زادهٔ ۱۵ ژانویهٔ ۱۹۶۰) یک نقاش اهل ارمنستان است.

## زندگی‌نامه
در ۱۵ ژانویهٔ ۱۹۶۰ در ایروان به دنیا آمد و از آکادمی دولتی هنرهای زیبای ارمنستان فارغ‌التحصیل شد. وی همچنین برنده مدال طلای وزارت فرهنگ جمهوری ارمنستان و نقاش شایسته جمهوری ارمنستان شده است. آبراهامیان عضو اتحادیه نقاشان ارمنستان می‌باشد.

## نگارخانه

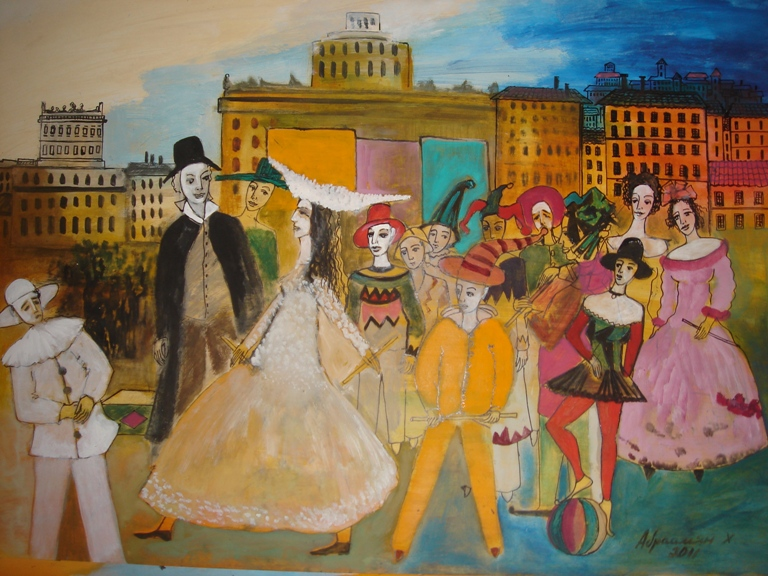
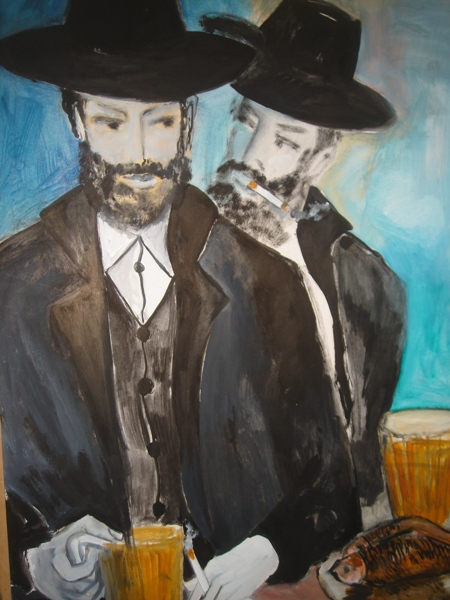
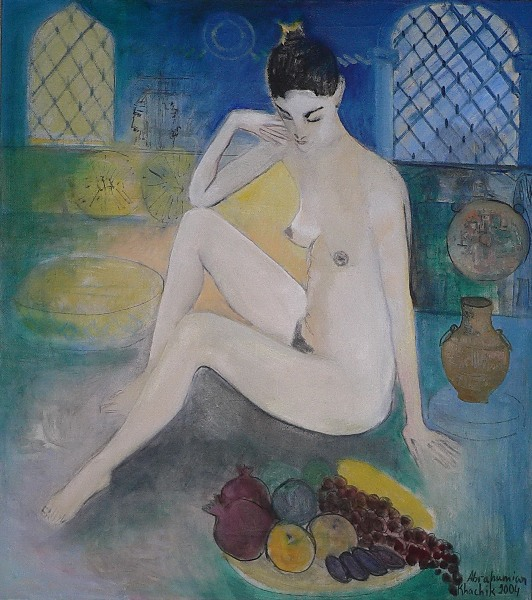
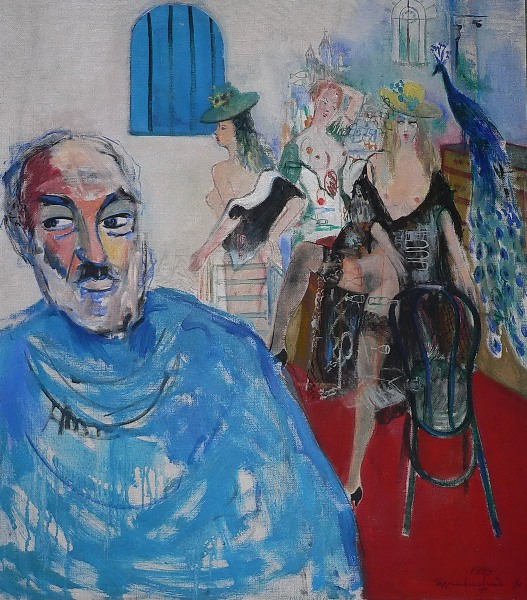
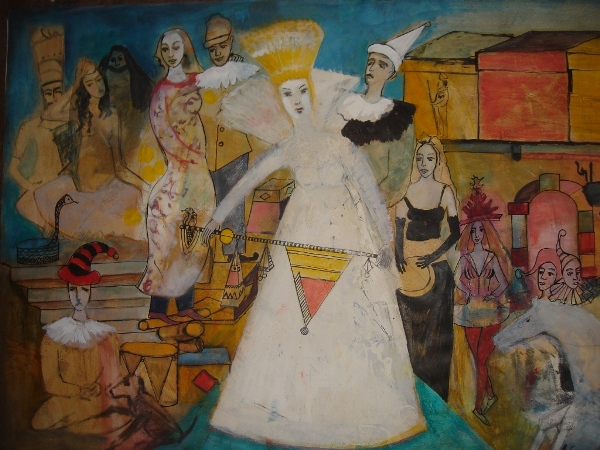
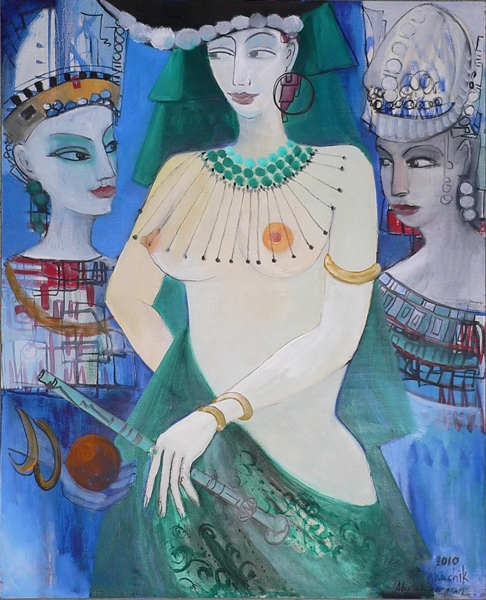
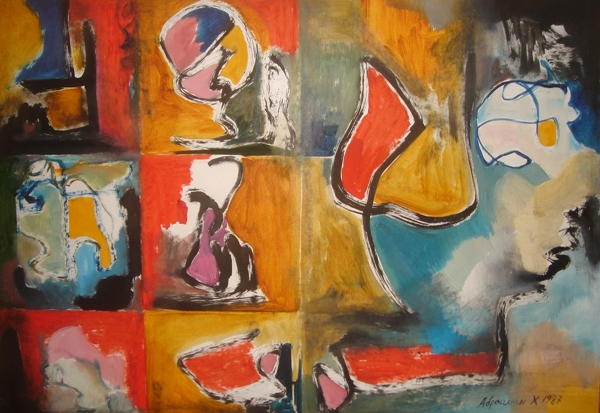
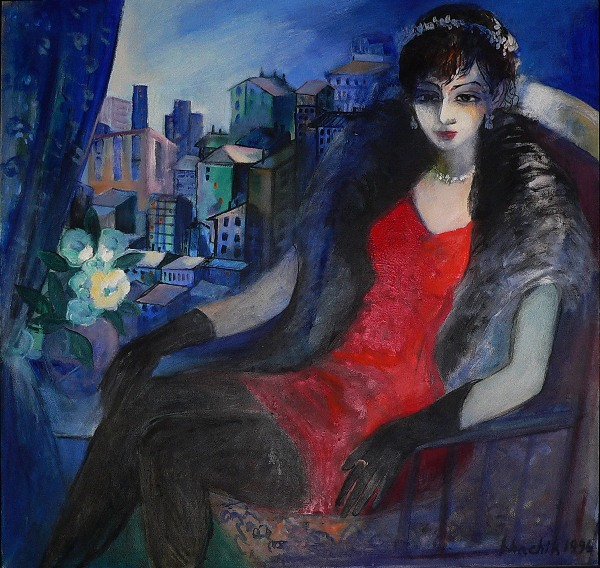
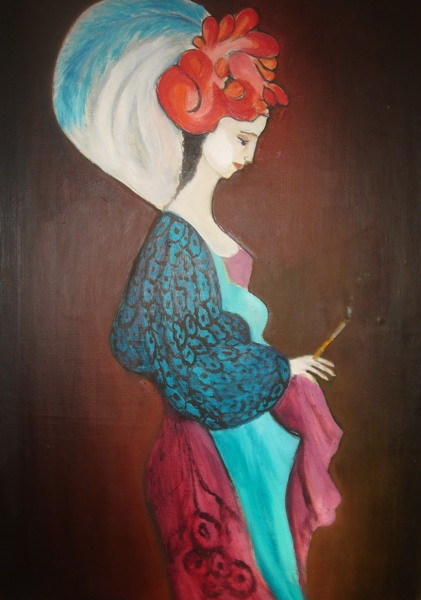
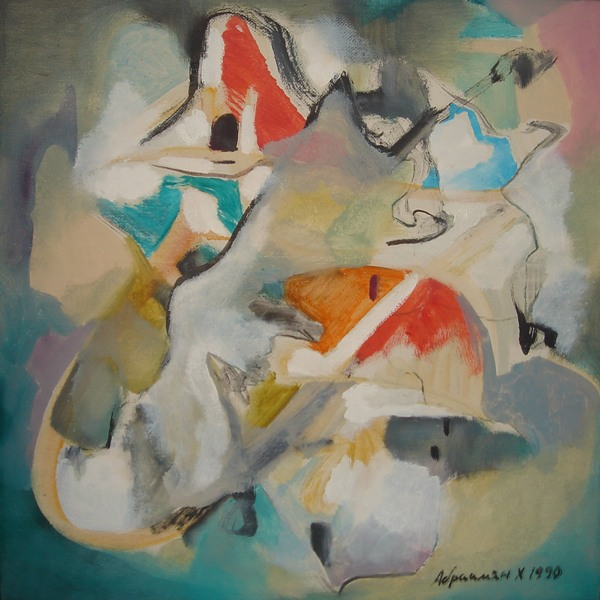